# Charles Burrus
Charles Burrus, né à Boncourt en suisse (canton du Jura) le 12 août 1929 et mort le 9 mai 2011 dans la même ville, est un industriel du tabac et un philanthrope et mécène suisse.

## Biographie

### Famille
Membre de la famille Burrus, propriétaire de la manufacture de tabac  F.J. Burrus, entreprise familiale fondée  en Suisse à Boncourt au début du XIXe siècle, il est le fils  aîné des quatre fils de Léon Burrus (1904-1990) et de Marguerite Breyton. Il épouse en 1961 Bernadette Féau, le couple aura trois enfants.

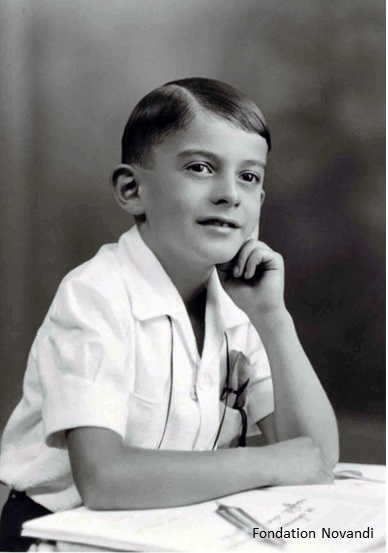
Charles Burrus, enfant

## formation
Après des études au Collège Saint Charles à Porrentruy et au collège français Villa Saint Jean à Fribourg, il obtient son baccalauréat en 1949 et une licence en sciences économiques à l'Université de Fribourg en 1951.

## Carrière
Il entre en 1951 , à 22 ans, dans l'entreprise familiale F.J. Burrus comme stagiaire. Son père l'envoie quatre ans sur le terrain en Europe, aux États-Unis, en Amérique du Sud et au Moyen-Orient, pour étudier et pratiquer les différents métiers du tabac. Aux États-Unis, il passe des examens de « grading schools » pour l'expertise des tabacs.
Nomme cadre de production en 1956, il est chargé de former un groupe de travail chargé de lancer une cigarette destinée aux  nouvelles générations de fumeurs. Ce sera la création en 1958 de la cigarette la Parisienne Super. La réussite du projet lui vaut d'être nommé directeur technique, responsable des créations des produit du développement jusqu’à la fabrication.
En 1960, il négocie  pour F.J. Burrus la licence de la fabrication et de la vente pour le marché suisse de la cigarette américaine Kent de Lorillard.
En 1968, il agrandit la ligne des produits avec la cigarette Select munie d'un triple filtre, exclusif à l'époque.
En 1976, il succède à son père dans l'entreprise dont il devient président, associé gérant et directeur général. Il modernise alors les bâtiments et installe des chaînes de fabrication modernes plus rapides, s'appuyant sur les dernières techniques informatiques. Il modernise les produits (mélanges, longueur de la cigarette, graphisme et cellophane peu pratiqué) et assure une formation continue aux ouvrier pour leur permette de conserver un bon niveau de qualification.
Dans les années 1980, il conclut un accord de licence avec Pierre Cardin pour fabriquer une cigarette « American blend » portant son nom et son image.
En 1996, Charles Burrus et ses deux associés, René et Paul Burrus, vendent  F.J. Burrus au groupe hollandais Rothmans.

## Service militaire
En 1951, Charles Burrus effectue son service militaire. Il débute dans la cavalerie et, en 1961 à la suppression de la cavalerie, il intègre l'État-Major de Division, puis celui de Corps d'Armée (1962-1978). En raison de son engagement dans l’entreprise familiale, il met un terme à sa carrière militaire avec le grade de lieutenant-colonel.

## Acteur du développement économique du canton du Jura
Charles Burrus participe activement au développement du canton du Jura. Il soutient la presse et la radio régionale, il fait partie d’organismes professionnels et économiques et finance d’importantes actions philanthropiques dans le domaine de l’éducation, du sport et de la photographie. Membre de la Chambre de Commerce pendant de nombreuses années, il a représenté le canton pendant 13 ans au Vorort. À travers un article posthume, le gouvernement du canton du Jura lui a rendu hommage en 2011 pour son action.

## Philanthrope et mécène
Charles Burrus a été administrateur pendant dix ans, puis président pendant vingt-cinq ans (1983-2008). du Collège Saint-Charles à Porrentruy dont il a régulièrement défendu les intérêts auprès du gouvernement jurassien. À l'occasion du centenaire du collège, il entreprend la rénovation complète des bâtiments ainsi que de leur équipement. Il soutiendra le collège, refusant par exemple d’augmenter les frais de scolarité pour permettre aux Jurassiens modestes d’avoir une alternative dans leur formation

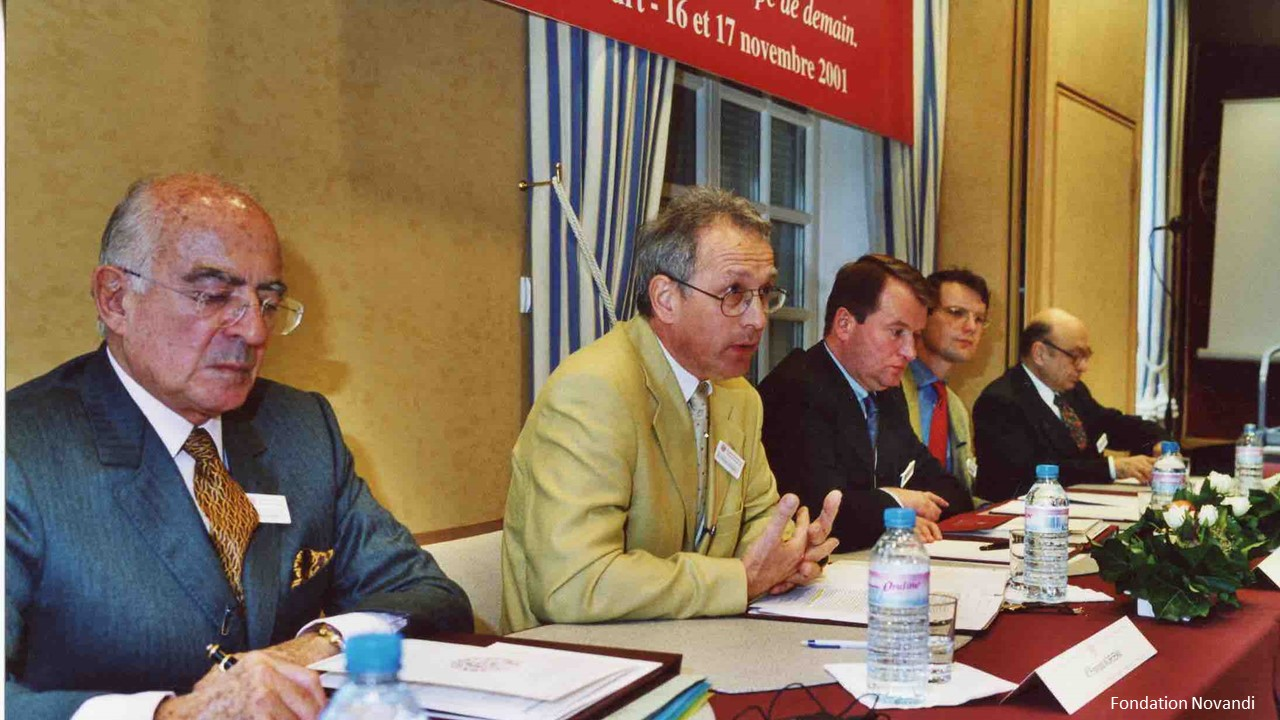
Charles Burrus à la Fondation Guilé

En 1997, Charles Burrus et son épouse créent la fondation Novandi dont l'objet est de promouvoir et d’encourager le développement et l'épanouissement de la jeunesse en Suisse sur les plans éducationnel, moral, intellectuel, culturel et sportif.
En 2000, Charles Burrus et son épouse créent la  fondation Guilé dans l'ancienne propriété de ses parents à Boncourt, dont l'objet est de sensibiliser les leaders d’opinion aux valeurs humaines et chrétiennes. Sa mission s’est achevée en 2017 et le Domaine de Guilé, propriété de la fondation a été offert à la fondation Les Castors en 2018.
Charles Burrus et son épouse ont contribué à la fondation Les Castors à Porrentruy (1983) qui a accueilli le premier atelier intégré accueillant des travailleurs en situation de handicap, leur permettant ainsi de s’intégrer dans le monde du travail.
Dans le domaine culturel, il a contribué au Musée d'Art et d'Histoire à Delémont et au Musée de l'Hôtel-Dieu à Porrentruy.
Dans le domaine sportif, il a financé l'Union Sportive Boncourt (football), le Basket-Club Boncourt, l'Office des Sports de la République et Canton du Jura, la Société de Cavalerie d'Ajoie et diverts clubs et associations équestres. Avec son épouse ils fondent en 2004 avec la cavalière émérite Delhia Oeuvray le centre équestre de Chevenez dans le canton du Jura. En reconnaissance, une rue Charles Burrus est inaugurée à Chevenez.